# 벤조다이옥신
벤조다이옥신(Benzodioxine)은 다음을 가리킬 수 있다:
- 1,2-벤조다이옥신
- 1,3-벤조다이옥신
- 1,4-벤조다이옥신
- 2,3-벤조다이옥신

| Disambiguation icon | 이 문서는 명칭이 같은 여러 화합물을 연결하는 색인 문서입니다. |